# حسن تفضلی
حسن تفضلی مشهور به ارباب تفضلی یا حاجی ارباب (زاده ۱۲۷۴ کاشان و در گذشته ۹ آبان ۱۳۶۶) یکی از بنیانگذاران مهم صنعت نساجی در کاشان است. کارخانه کوچک وی طی ۴۵ سال به یکی از بزرگ‌ترین واحدهای نساجی ایران تبدیل شد و از او به عنوان پدر نساجی ایران یاد می‌شود. تفضلی یکی از اعضای اتاق بازرگانی بوده است. 

## زندگی
حسن تفضلی، فرزند عبدالرحیم، سال ۱۲۷۴ در کاشان به دنیا آمد. در تجارت کالاهای مختلف در بازار کاشان فعالیت داشت.

## آغاز به فعالیت

### تأسیس کارخانه ریسندگی و بافندگی کاشان
او در ۲۸ آذر ۱۳۱۳ و زمانی که در ۳۹ سال داشت با سرمایه اولیه ۲۲۰ هزار تومان با مشارکت چهار نفر، اولین فعالیت مدرن نساجی را در شهرش تأسیس کرد. ابتدا با کارگاه کوچکی برای تهیه نخ‌های صنعت فرش‌بافی با ۱۰۰ نفر، شروع به کار کرد.
در تیرماه سال ۱۳۲۷ به منظور توسعه کارخانه، نوسازی ماشین‌آلات ریسندگی و بافندگی و چیت‌سازی، مبلغ ۴۸ میلیون ریال به سرمایه شرکت، اضافه شد. در سال‌های ۱۳۳۴ و ۱۳۳۸ با افزایش سرمایه، کارخانه دیگری با ۱۴ هزار دوک نخ‌ریسی و ۵۰۸ ماشین بافندگی، رنگرزی، چاپ و تکمیل، تأسیس شد، که روزانه ۷۰ هزار متر پارچه پشمی، ابریشمی، پوپلین، ساتن و کرپ‌دوشین تولید می‌کرد.
پس از هشت سال (سال ۱۳۴۶) تعداد دوک‌های نخ‌ریسی به ۳۶۵۰۰ عدد، ماشین‌های بافندگی به ۱۰۴۰ عدد و تعداد کارکنان به ۲۸۰۰ نفر افزایش یافت. روزانه حدود صد هزار متر پارچه و ۹۰ نوع بافته، تولید می‌شد. قسمت ریسندگی، بافندگی، رنگرزی، چاپ و تکمیل انواع منسوجات – از پنبه طبیعی، الیاف سنتیک - پارچه‌های زنانه و مردانه تولید می‌کرد.
تفضلی توانست در سال ۱۳۵۰ از واحد جدید شرکت خود بهره‌برداری و با ۲۰ هزار دوک ریسندگی و دستگاه‌های بافندگی، محصولات کرب، ژورژ، فاستونی، پلی‌استر، پوپلین و پارچه‌های مبلی تولید نماید. تعداد کارکنان شرکت در سال ۱۳۵۲ به ۳۲۰۰ نفر رسید؛ سال ۵۰، بیش از ۱۵ میلیون ریال، سود ویژه بین کارگران توزیع شد.

### تأسیس کارخانه مخمل و ابریشم کاشان
دومین سرمایه‌گذاری صنعتی تفضلی در سال ۱۳۳۴، با شراکت خاندان لاجوردی صورت پذیرفت. کارخانه مخمل و ابریشم کاشان با شعار طاووس نساجی ایران با سهام ۲۵ درصدی تفضلی و ۷۵ درصدی خاندان لاجوردی آغاز به کار نمود.
کارخانه مخمل و ابریشم کاشان به تولید انواع نخ، پارچه‌های چادری، حریر، انواع مخمل پتویی، مبلی، کبریتی، پلاش، شیفون و نخی، سجاده و… می‌پرداخت. طی ۲۵ سال این کارخانه به‌تدریج توسعه یافت. در اواسط دهه ۴۰، سرپرستی مخمل با تفضلی، لاجوردیان و محمود رضایی (فارغ‌التحصیل مدیریت صنعتی از آمریکا) بود. این کارخانه در سال ۱۳۴۵ حدود ۲۰۰۰ پرسنل داشت.
در بهمن ۱۳۵۳ شرکت مخمل و ابریشم کاشان در بورس پذیرفته شد که ارزش هر سهم آن ۱۰۰۰ ریال بود. در سال ۱۳۵۷ ارزش معاملاتی آن به ۱۴۰۰ ریال رسید. شرکت مخمل در سال ۱۳۵۷ بیش از ۲۰۴۰ سهامدار داشت و سرمایه آن پس از چند مرحله به یک میلیارد و ۵۶۷ میلیون ریال، افزایش یافت.
مدیران و سهامداران کارخانه، تفضلی، لاجوردیان و خانواده لاجوردی بودند. تفضلی مدیری مجرب و آشنا به بازار بافندگی ایران بود که در صنعت نساجی سابقه‌ای ۲۰ساله داشت.
او در زمان تأسیس مخمل و ابریشم کاشان، صنعتگری شناخته‌شده در حوزه نساجی بود. محصولات کارخانه مورد پسند بازار بود و هرقدر تولید می‌شد به فروش می‌رسید، به‌طوری که فروش شرکت از ۴۹ هزار تومان در سال ۱۳۴۹ به ۵۰۰ میلیون تومان در سال ۱۳۵۷ رسید.

## پس از انقلاب
به سبب مشارکت وی در بانک صنایع طی سال‌های ۱۳۵۴ الی ۱۳۵۶ و حضور در جلسات این بانک، وی در مظان اتهام و همکاری با رژیم پهلوی قرار گرفت. با اینکه کارمند بانک نبود در ۲۷ مرداد ۱۳۵۹ کارگزینی بانک صنایع سابق، وی را اخراج کرد و ممنوع‌الخروج شد. در بهمن ۱۳۶۱ با قید تعهد مبنی بر عدم خروج از حوزه قضایی تهران و کاشان و سپردن وثیقه پنج میلیون‌تومانی آزاد شد.
به روایت یکی از کارگران عضو انجمن در فضای انقلابی دهه ۶۰ فشار نمایندگان انجمن و شورای اسلامی کارگران کارخانه به حدی بود که تفضلی را از سوار شدن به ماشین بنز بازمی‌داشت؛ زیرا آنان سوار شدن بر ماشین لوکس را توهین به ارزش‌های انقلاب می‌دانستند؛ طوری که مجبور شد ماشینش را تغییر دهد. یکی از همان کارگران می‌گفت که هرگاه بر سر آرامگاه ارباب تفضلی می‌رود از وی طلب عفو می‌کند.

## مرگ
ارباب تفضلی در ۹ آبان ۱۳۶۶ در سن ۹۲ سالگی و به خاطر کهولت سن و بیماری در کاشان در گذشت. او در گورستان دشت افروز در کاشان به خاک سپرده شد. بانک مرکزی شهریور ۱۳۶۶ (دو ماه پیش از فوت) اعلام کرد خروج ارزی از سوی تفضلی صورت نگرفته‌است. پس از انقلاب در تمام مکاتباتش با نهادهای حقوقی، تأکید بر ۵۰ سال خدمت به صنعت کشور کرد.

## سرنوشت کارخانجاتارباب تفضلی
امروزه بیش از ۹۵ درصد کارخانجات ارباب تفضلی تعطیل شده‌است. کارخانه ریسندگی و بافندگی کاشان تیر ۱۳۵۸ مشمول بند دال قانون حفاظت صنایع قرار گرفت و جزو هیچ‌یک از بندهایی که اداره واحدها را در اختیار سازمان‌های دولتی قرار می‌دهد، نشد. با این‌که مشمول مصادره نشد، از سال ۱۳۵۹، ممنوع‌المعامله شد و نتوانست فعالیت اقتصادی خود را توسعه دهد. ارباب تفضلی در حالی که بیمار بود، نمی‌توانست برای درمان به خارج از کشور برود. قریب ۹ سال پیگیری وی در شعبه‌های مختلف دادگاه تا زمان مرگش ادامه داشت. مدیریت جدید نتوانست از عهده مدیریت صنایع ریسندگی و بافندگی کاشان برآید و حتی نتوانست شرکت را سرپا نگه دارد. شرکت از سال ۱۳۷۷ دچار بحران شد. سال ۱۳۸۶ طلب کارگران از کارخانه ۱۶ میلیارد تومان بود؛ که پنج میلیارد تومان آن، طلب کارگران بازنشسته و ۱۱ میلیارد تومان آن، متعلق به کارگران شاغل بود. آنان با فروش سرمایه‌های شرکت، بازخرید پرسنل و بازنشسته کردن پیش از موعد کارگران، کوشیدند زیان انباشته را کاهش دهند.

## نیکوکاری ارباب تفضلی
تفضلی در کارهای نیکوکارانه مشارکت داشت - کمک به ساخت باشگاه ورزشی کارگران کاشان، ساخت مرکز رادیولوژی و بخش سی‌سی‌یو در بیمارستان شهید بهشتی کاشان، مرمت آرامگاه محتشم کاشانی و چاپ اشعار وی، کمک به مساجد و هیئت‌های مذهبی نشانگر توجه او به مسائل خیریه بود.
یکی از اهالی کاشان در وصف ارباب می‌گوید: بنده اولین بار که نام ارباب تفضلی را شنیدم، حدود ده سال داشتم. آن زمان یکی از همسایه‌های ما که کارگر کارخانه ریسندگی بود و تعداد فرزندان زیادی داشت، عمل جراحی قلب انجام داده بود. ار آنجا که اوضاع مالی خوبی هم نداشت، فشار زیادی متحمل می‌شد. یک روز شنیدم که گفتند ارباب تفضلی رئیس کارخانه برای عیادت به منزل او آمده‌است. پس از رفتن ارباب، متوجه می‌شوند که مبلغ زیادی پول (آنچه به خاطرم می‌آید حدود ۲۰ هزار تومان) زیر متکای کارگر بیمار گذاشته و رفته‌است.
کمک به تأسیس دانشگاه علوم پزشکی کاشان دانشکده نساجی دانشگاه امیرکبیر (پلی تکنیک تهران) از دیگر خدمات این خیر بوده‌است.

## رفتار ارباب تفضلی
سیما تفضلی به یاد می‌آورد در زمان جنگ ایران و عراق طرح توسعهٔ کارخانه را پدرم به وزارت صنایع برده و آن را تصویب کرده بودند و اجرای آن منوط به تأیید کارشناس از طرف آن وزارت خانه بود. روزی که کارشناس مذکور برای بازدید به کارخانه می‌آید هواپیماهای عراق به ایران حمله می‌کنند و چند ضدهوایی که در روی پشت بام کارگاه‌ها تعبیه شده بود شروع به دفاع می‌نمایند. آقای کارشناس که ترس بر او غالب شده بود می‌گوید آقای تفضلی مملکت در حال جنگ است، دشمن حمله کرده و شما این‌جا به دنبال گسترش کارخانه هستید؟! پدرم بسیار خونسرد در جواب او می‌گویند هر یک از ما وظیفه ای داریم که اگر به وظیفه‌مان عمل کنیم مملکت همیشه آباد و پیشرفت می‌کند. آن شخصی که پشت ضدهوایی نشسته به وظیفه‌اش که دفاع است عمل می‌کند. من هم که به دنبال توسعهٔ این مجموعه هستم به وظیفه ام عمل می‌کنم. شما هم وظیفه‌ات این است که این طرح را درست کارشناسی کرده و تأیید کنی. شخص مذکور فوراً آن را امضا می‌نماید و تصور می‌کنم که فوری آن جا را ترک می‌گوید تا بیشتر از خودش محافظت نماید.
حوالی سال ۱۳۲۵ آتش اعتراضات سازماندهی‌شده کارگری به رهبری حزب توده به کاشان هم کشیده شد. مرحوم دیانت در مورد این واقعه می‌گوید: «همه چوب به دست در سالن کارخانه تجمع کرده بودند. وقتی ما به بیمارستان نقوی رسیدیم، چند تا از کارگران دور ما را گرفتند و گفتند: «کجا می‌روید؟» گفتم: «به کارخانه» گفتند: «نروید! الان حاج آقا جعفر را با چوب زدند و او را به بیمارستان بردند! توده ای‌ها هرکس را ببینند با چوب می‌زنند.» شب رئیس حزب توده اصفهان - تقی جزایری - از اصفهان به کاشان آمد. می‌دانستیم که آقای یثربی با او صحبت و به او سفارش کرده‌بود. جزایری آمد و همه‌ی کارگران را جمع‌کرد. چهارپایه را آوردند. رفت بالا و گفت: «کارگران! کارتان در کارخانه را خوب انجام‌دهید. تفضلی یک کارگر است! یک فئودال نیست و با شما کار می‌کند.» بعد از آن کارگران چوب‌هایشان را انداختند و به دنبال کار خود رفتند.»

## یادبود

### خیابان ارباب تفضلی
در شهریور ماه ۹۱ نام یکی از خیابان‌های فرعی در خیابان ۲۲ بهمن کاشان، به نام ارباب تفضلی نام گرفت. اما تنها چند روز پس از این اتفاق، به بهانه آنکه خیابان در شان ارباب تفضلی نیست، تابلو برداشته شد. اما بالاخره و پس از ۳ سال در آبان ۹۴ خیابانی در حدفاصل بلوار دانش تا میدان صنعت با نام حسن تفضلی رونمایی شد.

### دانشکده نساجی و هنر ارباب تفضلی
در آبان ماه سال ۹۴ دانشکده نساجی و هنر در دانشگاه کاشان با مشارکت و سرمایه‌گذاری زیبا تفضلی فرزند حسن تفضلی احداث گردید.

### مستند از جنس حریر
مستند «از جنس حریر» دربارهٔ زندگی پدر نساجی ایران آقای حسن تفضلی معروف به ارباب تفضلی است و به شیوه زندگی و کارآفرینی و فعالیت‌های تخصصی و عام‌المنفعه وی در طول زندگی پربارش می‌پردازد. کارگردانی و تهیه‌کنندگی این مستند را محمد دیماسی بر عهده داشته‌است.